# Wereldkampioenschappen schoonspringen 2019 – driemeterplank synchroon gemengd
Het synchroonspringen vanaf de driemeterplank voor gemengde duo's tijdens de wereldkampioenschappen schoonspringen 2019 vond plaats op 20 juli 2019 in het Nambu University Municipal Aquatics Center in Gwangju.

## Uitslag
| Rang   | Land                | Namen                                 | Punten |
| ------ | ------------------- | ------------------------------------- | ------ |
| Goud   | Australië           | Matthew Carter Maddison Keeney        | 304.86 |
| Zilver | Canada              | François Imbeau-Dulac Jennifer Abel   | 304.08 |
| Brons  | Duitsland           | Lou Massenberg Tina Punzel            | 301.62 |
| 4      | Verenigd Koninkrijk | Tom Daley Grace Reid                  | 298.47 |
| 5      | Verenigde Staten    | Briadam Herrera Maria Coburn          | 295.95 |
| 6      | Mexico              | Osmar Oliveira Dolores Hernández      | 288.30 |
| 7      | Oekraïne            | Stanislav Olifertsjyk Viktorija Kesar | 282.84 |
| 8      | Colombia            | Sebastián Villa Diana Pineda          | 279.87 |
| 9      | Nieuw-Zeeland       | Anton Down-Jenkins Elizabeth Cui      | 274.80 |
| 10     | Rusland             | Sergej Nazin Kristina Ilinych         | 273.24 |
| 11     | Maleisië            | Muhammad Puteh Nur Dhabitah Sabri     | 271.29 |
| 12     | Ierland             | Oliver Dingley Clare Cryan            | 266.49 |
| 13     | Italië              | Maicol Verzotto Elena Bertocchi       | 261.60 |
| 14     | Zweden              | Vinko Paradzik Emma Gullstrand        | 253.62 |
| 15     | Zuid-Korea          | Kim Ji-wook Kim Su-ji                 | 249.90 |
| 16     | Brazilië            | Luis Moura Tammy Takagi               | 249.30 |
| 17     | Chili               | Donato Neglia Alison Maillard         | 242.64 |
| 18     | Egypte              | Mohab Ishak Maha Eissa                | 112.50 |